# Wanna Be Startin’ Somethin’
A Wanna Be Startin’ Somethin’ Michael Jackson amerikai zenész és énekes negyedik kislemeze Thriller című albumáról. 1983. május 8-án jelent meg az Epic Recordsnál. Ez az albumon szereplő első dal. Szerzője Jackson, producere Quincy Jones.
A dal szövege arról szól, hogy idegenek pletykákat terjesztenek, hogy értelmetlen vitákat szítsanak. Zeneileg diszkóstílusú, mint Jackson előző, Off the Wall című albumának (1979) legtöbb száma. Megjelenése óta számos más énekes feldolgozta. Jackson több válogatásalbumán is szerepel.
A dalt a kritikusok kedvező fogadtatásban részesítették. Több országban a slágerlista első 20 vagy 30 helyének valamelyikére került. Ez lett Jackson egymást követő ötödik top 10 kislemeze az amerikai Billboard Hot 100 slágerlistán, ahol az ötödik helyet érte el. 2008-ban, a Thriller megjelenésének 25. évfordulójára kiadott Thriller 25 album megjelenésekor a dal újra felkerült a slágerlistákra, majd 2009-ben, Jackson halála után ismét, ekkor főként a digitális letöltéseknek köszönhetően. A Thriller korábbi kislemezeitől eltérően a Wanna Be Startin’ Somethin’-hoz nem készült videóklip, de Jackson koncerteken gyakran előadta, a The Jacksons turnéin és szólóénekesként is.
A Thriller 25 albumon a dal egy remixe, a Wanna Be Startin’ Somethin’ 2008 is szerepel, duettként Akon nigériai énekessel. Ez az album második kislemeze lett és nagy sikert aratott, hat országban került a top 10-be vagy top 20-ba, Kanadában a top 40-be. Külföldön sikeresebb lett, mint az Egyesült Államokban, ahol a Billboard Hot 100 slágerlistának csak a 81. helyét érte el, ez a dal valaha elért legalacsonyabb listás helyezése.

## Háttér
A dalt Michael Jackson írta, producerei Jackson és Quincy Jones. Jackson eredetileg nővérének, La Toyának írta a dalt, akit sógornői zaklattak, végül azonban saját maga vette fel, bár La Toya időnként előadja koncerteken. A dalt Michael már 1978-ban felénekelte, az Off the Wall albumhoz, amire végül nem került fel, ezért 1982 őszén ismét rögzítette új albumához, Los Angelesben. A Wanna Be Startin’ Somethin’ egyike annak a négy dalnak a Thrilleren, amit Jackson írt.
A Wanna Be Startin’ Somethin’ kötetlen, kultúrákon átívelő dal, sokban hasonlít a Jackson előző stúdióalbumán, az 1979-ben megjelent Off the Wallon szereplő dalokhoz. Dobgépek komplex ritmusa jellemzi. A Slant magazin szerint a dal „ellentétes refrének és popkulturális hivatkozások bonyolult szövete”. Szövege a médiáról és a sajtóról szól, illetve a pletykáról és arról, hogy az emberek minden ok nélkül vitákat provokálnak, a keserű refrén már-már paranoid. Jackson hangterjedelme G#3 és E5 közti. A dal E-dúrban íródott. Tempója 120 BPM. Akkordmenete egyszerű D/E–E–D/E–E. A kóda a végén Manu Dibango kameruni szaxofonos 1972-ben megjelent, Soul Makossa című dalából jön. A makossa kameruni zene- és táncstílus. Dibango beperelte Jacksont a jogosulatlan felhasználásért, és peren kívül megegyeztek.
A Wanna Be Startin’ Somethin’ a Thrilleren kívül Jackson több más albumán is szerepelt: 1995-ben a kétlemezes HIStory: Past, Present and Future album első lemezén, 2005-ben a The Essential Michael Jackson albumon, 2008-ban a Thriller 25. évfordulójára megjelent Thriller 25 albumon és a King of Pop válogatásalbumon; 2009-ben a This Is It albumon.

## Fogadtatása
A Wanna Be Startin’ Somethin’ a zenekritikusoktól kedvező fogadtatást kapott. Christopher Connelly, a Rolling Stone munkatársa szerint a dal a Thriller legharciasabb dala, és Jackson érzelmei „olyan nyersek a hiperaktív dalban, hogy az egész majdnem kicsúszik az irányítása alól”; illetve „a dallam majdnem olyan izgalmas, mint Jacksont figyelni a színpadon – és sokkal kiszámíthatatlanabb”. Azt is megjegyezte, hogy bár a dalszöveg még mindig nem a legkomplikáltabb, már ez is nagy fejlődés az előző albumon domináló szövegekhez képest.
Stephen Thomas Erlewine, az AllMusic kritikusa szerint a Wanna Be Startin’ Somethin’, valamint a Beat It, a Billie Jean és a Human Nature az album legjobb dalai. Eric Herderson, a Slant magazin munkatársa udvari harsonához hasonlította a dalt. Robert Christgau zenekritikus úgy érezte, a Wanna Be Startin’ Somethin’ és a Thriller a diszkóban még jobbak lehetnek, mint a nappaliban hallgatva. A dalt egy Grammy-díjra jelölték 1984-ben, a legjobb R&B-dalnak járóra, de a díjat végül a Billie Jean kapta.
1983-ban a dal világszerte több slágerlistára is felkerült. Az amerikai Billboard Hot 100-on július 2-án került a top 10-be, a 9. helyre az előző heti 15. helyről. Július 16-án érte el legmagasabb helyezését, az 5. helyet. Ezzel ez lett a Thriller album negyedik top 10 dala egyhuzamban. Nagyobb sikert aratott, mint a következő kislemez, a Human Nature, ami a 7. helyig jutott. A Billboard R&B-slágerlistán szintén az ötödik helyet érte el.
Amerikán kívül is legtöbb országban sikert aratott, a slágerlista első 20-30 helyének valamelyikére került. Az Egyesült Királyságban 1983. június 11-én került be a top 40-be, a 38. helyre. A következő héten 24-et ugrott felfelé, a 14. helyig, június 25-én pedig a 8. helyre került, ami a legmagasabb helyezése lett ezen a slágerlistán. A dal 1983-ban 9 hétig szerepelt a slágerlistán. Új-Zélandon június 24-én került fel a slágerlistára, a 47. helyen. A következő héten érte el legmagasabb helyezését, a 35-öt, és három hétig szerepelt a top 50-ben. A holland slágerlistára július 9-én került fel, ekkor a negyedik helyet érte el, majd a következő héten felkerült a 3. helyre, ahol három hetet töltött. Heteken át a top 10-ben maradt, 1983-ban tíz hetet töltött a top 20-ban.
2008-ban a dal és egy remixe megjelent a Thriller album megjelenésének huszonötödik évfordulója alkalmából megjelent Thriller 25 albumon, és világszerte újra felkerült a slágerlistákra. Az olasz slágerlistára 2008. február 21-én került fel, a 14. helyre; csak egy hétig maradt a listán. A dán slágerlistára február 28-án került fel, a 29. helyre, a következő héten érte el legmagasabb helyezését, a 22-t. Svájcban február 24-én került fel a top 50-be, a 47. helyre; a rákövetkező héten elérte legmagasabb helyezését, a 30-at. Miután hat hetet töltött a listán, kiesett a top 100-ból, de négy hét után újra felkerült a 83. helyre, majd ismét eltűnt a listáról. Jackson 2009-ben bekövetkezett halálát követően zenéje iránt erősödött az érdeklődés, és a Wanna Be Startin’ Somethin’ július 4-én ismét felkerült a brit slágerlistára, a 72. helyre. Az ezt követő héten az 51. helyre került, a következő héten a top 100-on kívül volt fenn a slágerlistán. Július 12-én ismét felkerült a svájci slágerlistára, és elérte legmagasabb helyezését, a 37-et. Három hétig maradt a listán, majd a top 100-on kívül került.

## Fellépések
Jackson szólóénekesi és a The Jacksonsszal közös koncertturnéin is előadta a dalt. A Thriller más dalaival együtt előadta az együttes utolsó turnéján, a Victory Tour-on 1984-ben, a koncertek nyitószámaként. Szólóénekesként minden turnéján előadta, az 1987–89 közt zajlott Bad World Tour-on szintén a nyitódal volt. Az 1992 júniusa és 1993 novembere közti Dangerous World Tour-on is előadta, de a turné félbeszakadt Jackson egészségügyi problémái és az ellene felhozott gyermekmolesztálási vádak okozta stressz miatt. Legközelebb – utoljára – 1996 és 1997 közt zajlott utolsó turnéján, a HIStory World Tour-on adta elő a dalt.
2009 márciusában Jackson elkezdett készülni a 2009–2010-re tervezett This Is It koncertsorozatra, ahol szintén előadta volna a dalt. A próbák alatt, mikor előadta a dalt, beleszőtt egy a cappella részletet Speechless című dalából is, ami 2001-ben megjelent Invincible című albumán szerepel. Miután Jackson 2009 júniusában meghalt, a próbákról készült videófelvételek bekerültek a még abban az évben megjelent Michael Jackson’s This Is It című dokumentumfilmbe és annak DVD-változatára, ami 2010-ben jelent meg.

## Feldolgozások és szerepe a popkultúrában

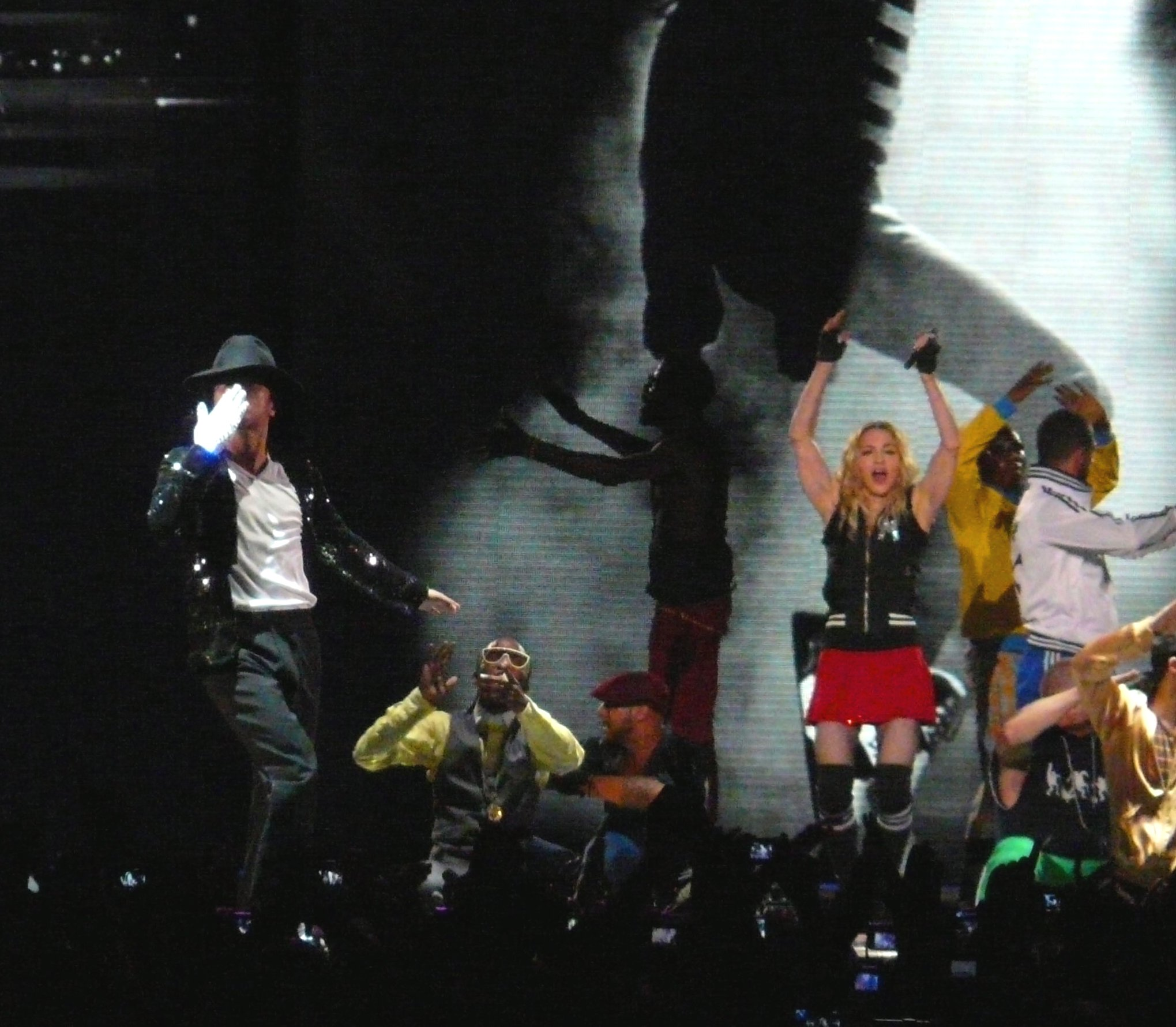
At her Sticky & Sweet Tour, Madonna and a dancer impersonating Jackson performed a medley of Jackson's music while photos of Jackson throughout his life were shown on a screen behind them.

- Jackson nővére, La Toya számos alkalommal előadta a dalt. Fellépése nyitódalként használta 1993-ban a Szopoti Nemzetközi Dalfesztiválon, emellett előadta az 1990-es években a Mitteldeutscher Rundfunk-on, illetve a brit Celebrity Big Brother valóságshow hatodik évadjában 2009.[25]
- Rihanna felhasználta a Manu Dibango dalából átvett „mama-se, mama-sa, mama-ku-sa” kántálást 2007-ben megjelent Don’t Stop the Music című dalában.[26][27]
- Egy héttel Jackson halála után Madonna ebből a dalból is felhasznált egy részletet egy Jackson dalaiból álló egyvelegben, melyet a Sticky & Sweet turné második felében adott elő Jackson tiszteletére 2009 júliusában.[28] Egy Jackson-imitátor táncos is fellépett a koncerteken a Jacksonra jellemző tánclépések (például a moonwalk) előadásával.[28]
- 2010 februárjában Whitney Houston előadta a Wanna Be Startin’ Somethin’-t és Jackson The Way You Make Me Feel című dalát a Nothing but Love turnén.[29][30]
- Björk koncertjein gyakran beleszövi a dal egy interpolációját saját, I Go Humble című dalának előadásába.

## Wanna Be Startin’ Somethin’ 2008
A Wanna Be Startin’ Somethin’ 2008 a dal remixe, ami a Thriller megjelenésének 25. évfordulója tiszteletére kiadott Thriller 25 albumon szerepel. A dalban Akon nigériai énekes is közreműködik, aki a remix társszerzője és producere is. A dal az album második kislemezeként jelent meg, és vegyes fogadtatásban részesült a zenekritikusok részéről; úgy érezték, nem múlja felül az eredetit, csak a Thriller 25 album többi remixéhez viszonyítva jó. Ez volt Jackson utolsó kislemeze, ami még életében megjelent.

### Fogadtatása
Stephen Thomas Erlewine, az Allmusic kritikusa szerint a remix borongós zongoraszámmá tette a Wanna Be Startin’ Somethin’-t, és megjegyezte, hogy bár a dal nem kiemelkedő, „még mindig jobb, mint amikor Fergie a Beat It szövegét csipogja vissza Jackson előre felvett szövegének, és még mindig jobb, mint amikor Will.i.am ostoba táncdallá változtatja a The Girl Is Mine-t.” Rob Sheffield, a Rolling Stone munkatársa szerint a dal „tulajdonképpen egész jó”.
A dal számos országban a top 20-ba került a slágerlistán, négy országban a top 10-be. Svédországban a 3., j-Zélandon a 4., Ausztráliában a 8., Franciaországban a 10. helyet érte el. Belgiumban a flamand és a vallon slágerlistán is a 15. helyre került. Olaszországban a 20. helyet érte el. A legalacsonyabb helyezése a 81. volt, ezt az amerikai Billboard Hot 100-on érte el; a pop slágerlista 48., a Pop Hot 100 Airplay lista 47., a Hot Digital Songs 47. és a Hot Canadian Digital Singles slágerlistán a 33. helyet érte el.
A dalhoz videóklip is készült, egy része montázs Jackson korábbi videóklipjeiből és koncertfelvételeiből, más részeiben Akon énekel.

## Dallista
USA változat (1983)
1. Wanna Be Startin’ Somethin’ (7" edit) – 4:17
2. Wanna Be Startin’ Somethin’ (instrumental) – 6:30

Brit változat (1983)
1. Wanna Be Startin’ Somethin’ (album version) – 6:02
2. Rock with You (live with The Jacksons) – 3:58

CD kislemez (2008)
1. Wanna Be Startin’ Somethin’ 2008 (Radio Edit) – 3:51
2. Wanna Be Startin’ Somethin’ 2008 (Johnny Vicious Club – Radio Edit) – 3:36
3. Wanna Be Startin’ Somethin’ 2008 (Johnny Vicious Full Club Remix) – 9:03

## Mixek
1. Wanna Be Startin’ Somethin’ (Album version) – 6:03
2. Wanna Be Startin’ Somethin’ (12" version) – 6:30
3. Wanna Be Startin’ Somethin’ (Instrumental) – 6:30
4. Wanna Be Startin’ Somethin’ (7" edit) – 4:17
5. Wanna Be Startin’ Somethin’ (Brothers in Rhythm House Mix) – 7:40
6. Wanna Be Startin’ Somethin’ (Tommy D’s Main Mix) – 7:35
7. Wanna Be Startin’ Somethin’ 2008 – 3:45
8. Wanna Be Startin’ Somethin’ 2008 (Johnny Vicious Radio Mix) – 3:36
9. Wanna Be Startin’ Somethin’ 2008 (Johnny Vicious Club Remix) – 9:03
10. Wanna Be Startin’ Somethin’ 2008 (Johnny Vicious Warehouse Thrilla Dub) – 7:23

## Helyezések
| Slágerlista (1983/2008/2009)    | Legmagasabb helyezés |
| ------------------------------- | -------------------- |
| Brit kislemezlista              | 8                    |
| Dán kislemezlista               | 25                   |
| Holland Top 40 kislemezlista    | 1                    |
| Olasz kislemezlista             | 14                   |
| Svájci kislemezlista            | 30                   |
| USA Billboard Hot 100           | 5                    |
| USA Billboard R&B/Hip Hop Songs | 5                    |
| USA Billboard Hot Digital Songs | 20                   |
| Új-zélandi kislemezlista        | 35                   |

## Közreműködők
| - Zeneszerző, szövegíró, énekes, háttérénekes, társproducer: Michael Jackson - Producer: Quincy Jones - Szintetizátor: Greg Phillinganes, Michael Boddicker, Bill Wolfer - Gitár: David Williams - Basszusgitár: Louis Johnson - Ütősök: Paulinho Da Costa - Trombita, szárnykürt: Jerry Hey, Gary Grant | - Szaxofon, fuvola: Larry Williams - Harsona: Bill Reichenbach - Háttérénekes: Julia Waters, Maxine Waters, Oren Waters, James Ingram, Bunny Hull, Becky Lopez - Részletet használ fel Manu Dibango 1972-ben megjelent Soul Makossa című dalából Remix - Szerző és producer: Michael Jackson, Aliaune „Akon” Thiam, Giorgio Tuinfort - Énekes: Aliaune „Akon” Thiam (a 2. versszak kivételével) - Háttérvokálok: Michael Jackson (a 2. versszak kivételével, melyet ő énekel) - Keverés: Mark „Evil” Goodchild |